# Хоментовский, Марцин
Марцин Хоментовский (? — 1706) — государственный и военный деятель Речи Посполитой, ловчий сандомирский (с 1670), каштелян жарнувский (с 1680), староста злотырийский (1685) и дрогобычский (1696), воевода брацлавский (1694—1704) и мазовецкий (1704—1706).

## Биография
Представитель дворянского рода Хоментовских герба «Лис». С 1670 года Марцин Хоментовский носил звание ловчего сандомирского. В 1680 году был назначен каштеляном жарнувским и стал сенатором Речи Посполитой.
Участник военных кампаний польского короля Яна III Собеского. В 1685 году Марцин Хоментовский отличился во время буковинской военной кампании, в 1686 году участвовал в походе польской армии под командованием Яна Собеского на Молдавское княжество. Панцирная хоругвь Марцина Хоментовского входила в состав полка королевича Якуба Людвика Собеского. В 1683 году вошел в состав комиссии для переговоров с русским посольством. В 1694 году Марцин Хоментовский получил должность воеводы брацлавского.
Во время бескоролевья после смерти Яна III Собеского Марцин Хоментовский был депутатом, поддерживал примаса Михала Радзеёвского, был избран в состав комиссии, созданной на конвокационном сейме 1696 года для переговоров с войском конфедератов (исполнял функции до весны 1697 года). Первоначально поддерживал кандидатуру королевича Якуба Людвика Собеского, старшего сына умершего Яна Собеского, затем перешел на сторону саксонского курфюрста Августа Сильного (стал его ревностным сторонником). В 1703 году Марцин Хоментовский руководил польской комиссией по приграничному разграничению с турками-османами. В 1704 году получил должность воеводы мазовецкого. Руководил скарбовым трибуналом в Луцке, перенесенным туда из Радома. Пользовался поддержкой союзного войска, главнокомандующим которого был его сына Станислав Хоментовский.
В начале 1706 года скончался в Луцке от болезни.

## Семья
Был женат на Анне Вержбовской, дочери воеводы серадзского Иеронима Вержбовского, от брака с которой имел единственного сына:
- Станислав Хоментовский (1673—1728) — воевода мазовецкий, гетман польный коронный, староста дрогобычский и долинский.